# آرتور ریور (استرالیای غربی)
آرتور ریور (به انگلیسی: Arthur River) یک شهرک در استرالیا است که در استرالیای غربی واقع شده‌است.